# پیت کلینه
پیت کلینه (انگلیسی: Piet Kleine؛ زادهٔ ۱۷ سپتامبر ۱۹۵۱) اسکیت‌باز سرعت اهل هلند بود.